# Alley Mills
Alley Mills, född 9 maj 1951 i Chicago, Illinois, är en amerikansk skådespelare. Hon är bland annat känd för sin medverkan i TV-serien En härlig tid.

## Biografi
Mills studerade skådespeleri vid London Academy of Music and Dramatic Art och tog sin examen vid Yale University år 1973. Då hon fortfarande gick i high school fick hon en mindre roll i filmen En galen hemmafrus dagbok år 1970 och sin första huvudroll fick hon nio år senare i den kortlivade TV-serien The Associates, där hon spelade mot Martin Short.
År 1982 fick hon en roll i en annan kortlivad TV-serie men det stora genombrottet fick hon 1988 i och med rollen som Norma Arnold i TV-serien En härlig tid och när serien lades ner 1993 fortsatte Mills att göra TV-roller och har gjort gästroller i TV-serier som På spaning i New York, Sabrina tonårshäxan och Omaka systrar. År 2006 fick Mills en gästroll i TV-serien Glamour men producenterna blev så hänförda av hennes skådespelartalang att hon snabbt fick en fast roll i serien, men ibland tar hon ledigt från serien för att istället spela teater på scen tillsammans med sin make.
Hon gifte sig den 18 april 1993 med skådespelaren Orson Bean och de var bosatta i Venice, Kalifornien.

## Filmografi i urval
- 1970 - En galen hemmafrus dagbok
- 1979-1980 - The Associates (gästroll i TV-serie)
- 1981 - På första sidan (gästroll i TV-serie)
- 1982 - Spanarna på Hill Street (gästroll i TV-serie)
- 1985 - The Atlanta Child Murders (miniserie)
- 1988-1993 - En härlig tid (TV-serie)
- 1993–1997 – Doktor Quinn (TV-serie)
- 1995 - Family Reunion: A Relative Nightmare
- 1999 - Profiler (gästroll i TV-serie)
- 2000 - Beach Boys: An American Family (miniserie)
- 2000 - På spaning i New York (gästroll i TV-serie)
- 2002-2003 - Sabrina tonårshäxan (gästroll i TV-serie)
- 2006-2015 - Glamour (TV-serie)